# Менард-Ходжес

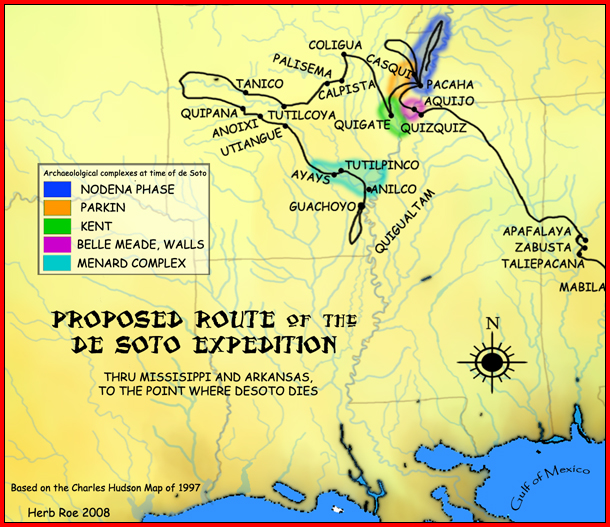
Путешествие Эрнандо де Сото через Арканзас

(Курганы) Менард-Ходжес — археологический памятник на территории штата Арканзас. Включает два крупных кургана и несколько «домовых курганов» (то есть таких, на вершинах которых в позднюю доколумбову эпоху сооружались дома). Является типовым памятником для т.наз. «фазы Менард» Миссисипской культуры. Возможно, относится к области Анлико, упоминаемой в отчёте об экспедиции Эрнандо де Сото в 1540 году. Поселение Менард-Ходжес было возведено и существовало одновременно с другими крупными памятниками той эпохи: Паркином, где, по мнению ряда археологов, обитало упоминаемое де Сото племя каски, и Ноденой, где могло обитать конкурирующее племя пакаха.
Курганы Менард-Ходжес объявлены Национальным историческим памятником в 1989 году.